# Список умерших в 934 году

## Март
- 3 марта — Убайдаллах аль-Махди, основатель Фатимидского халифата, имам исмаилитов.

## Июнь
- 5 июня — Ан-Насир Ахмад ибн Яхья, третий имам зейдитского государства в Йемене (913—934).

## Август
- 12 августа — Нотинг, епископ Констанца (919/920—934).

## Ноябрь
- 1 ноября — Бирнстан, епископ Уинчестерский (931—934), католический святой.
- 2 ноября — Эмма Французская, королева франков в 923—934 годах, супруга короля Западно-Франкского королевства Рауля I Бургундского[1].

## Дата смерти неизвестна или требует уточнения
- Абу Зайд аль-Балхи, мусульманский учёный-энциклопедист, математик, астроном, врач, наиболее известен как географ[2].
- Абу Хатим Ахмад ибн Хамдан ар-Рази, исмаилитский философ, автор и проповедник (да’и), ставший лидером да'вата (да'ва) в районе Джибаль.
- Акфред II, граф Каркассона и Разе (908—934), последний мужской представитель династии Беллонидов[3].
- Герват, святой отшельник Киннедорский.
- Готфрид I, король Дублина (921—934), король Йорка (927)[4].
- Леди Уалла, ирландская поэтесса, филид высшей ступени (оллам)[5].
- Олаф Харальдссон Гейрстадальф, конунг Вингулмарка, Ранрики, Вестфольда и Викена.
- Эбль Манцер, граф де Пуатье (890—892, 902—934) герцог Аквитании (890—893, 927—932) граф Оверни (927—932)[6].